# Richard Charles Mayne

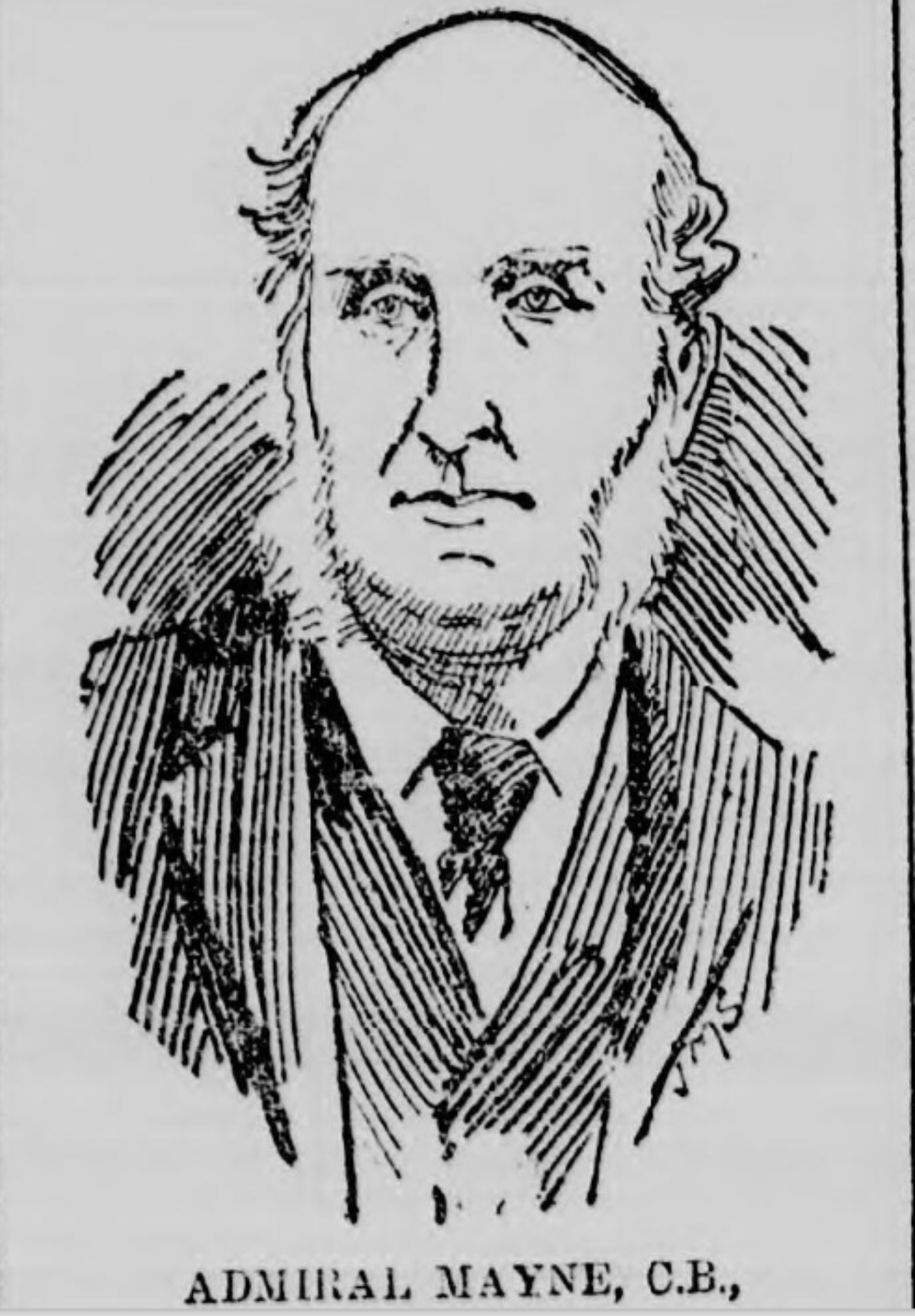
Richard Charles Mayne (Evening Express 30. Mai 1892)

Richard Charles Mayne, CB, FRGS (* 7. Juli 1835 in London; † 29. Mai 1892 ebenda) war ein britischer Marineoffizier, Forschungsreisender und Politiker.

## Herkunft
Er entstammte einer anglo-irischen Familie und war der Sohn von Sir Richard Mayne (der erste Polizeipräsident der Metropolitan Police) und der Enkel des Richters Edward Mayne.

## Marinekarriere
Er besuchte das Eton College und trat 1847 in die Royal Navy ein.

### Erforschung von British Columbia
1856 wurde im Rang eines Lieutenant der nautischen Expedition zur Erkundung von Vancouver Island und British Columbia abkommandiert. Auf dieser Expedition, die von 1857 bis 1859 die Erkundung der Küsten von British Columbia zum Ziel hatte, segelte Mayne mit Captain George Henry Richards auf den Schiffen HMS Plumper und HMS Hecate. Dort wurde er den Royal Engineers unter Colonel Richard Moody zugeteilt und mit der Erforschung und Kartierung der bis dahin unbekannten Gebiete der Kolonie beauftragt. Sein Tagebuch dieser Erkundung gehört bis heute zu den Hauptquellen der Geschichtsforschung der Kolonie British Columbia, genauso wie die seines Royal-Engineers-Kollegen Lieutenant Henry Spencer Palmer. Mayne Island innerhalb der Gulf Islands wurde nach ihm benannt, und die Hecate Strait nach seinem Schiff. Für seine Verdienste wurde er 1860 zum Commander befördert und kehrte nach England zurück. 1862 bekam er das Kommando über die HMS Eclipse. Er nahm damit in Neuseeland an den Neuseelandkriegen teil. 1863 wurde er schwer verwundet und kehrte entkräftet nach England zurück. Für seine Dienste wurde er Mentioned in Despatches und in den Rang eines Captain befördert. Im Jahr 1867 wurde er als Companion des Order of the Bath ausgezeichnet.

### Expedition zur Magellanstraße
Er kommandierte die HMS Nassau bei der Erkundung der Magellanstraße in den Jahren 1866–1869. Als Naturforscher war Robert Oliver Cunningham an Bord. Charles Darwin bat das Marineministerium, Mayne damit zu beauftragen, einige Bootsladungen fossiler Knochen ausgestorbener Vierbeiner zu sammeln. Admiral Bartholomew James Sulivan hatte zuvor eine erstaunlich große Ansammlung fossiler Knochen in der Nähe der Magellanstrasse entdeckt. Diese Überreste gehörten augenscheinlich zu einer viel älteren Periode als die von Darwin auf seiner Reise mit der Beagle und anderen Naturforschern gesammelten und waren daher von großem Interesse für die Wissenschaft. Viele der Fossilien wurden mit Hilfe des Hydrographen Captain Richards gesammelt und befinden sich im British Museum. Mayne wurde Fellow der Royal Geographical Society.
Nach seiner Heirat 1870 fuhr er nur noch für kurze Zeit als Kommandierender der HMS Invincible zur See. Er ging 1879 als Rear-Admiral in den Ruhestand.

## British North Borneo Company
1881 wurde Mayne in den Verwaltungsrat der British North Borneo Provisional Association Ltd berufen. Im gleichen Jahr wurde aus der provisorischen Gesellschaft durch eine königliche Charter die North Borneo Chartered Company. Mayne gehörte zu den Investoren der neuen Gesellschaft und bekam als Direktor einen Sitz im Aufsichtsrat der Gesellschaft. Die Provinz Mayne in Britisch Nord-Borneo wurde nach ihm benannt.

## Politische Karriere
1886 wurde er als Abgeordneter für den Wahlkreis Pembroke and Haverfordwest in Wales ins House of Commons gewählt. Er hatte das Mandat bis zu seinem Tod inne.

## Privatleben
Er heiratete 1870 Sabine Dent, eine Tochter von Sir Thomas Dent (1796–1872), Gründer von Dent & Co., Hongkong, und seiner Frau Sabine Ellen Robarts, Tochter von James Thomas Robarts (1784–1825), einem einflussreichen Opiumhändler. Mit ihr hatte er eine Tochter, Norah Sabine Mayne (1874–1953), die Major-General Sir Edward Maxwell Perceval (1861–1955) heiratete.
Richard Charles Mayne starb am 29. Mai 1892. Er wurde auf dem Kensal Green Cemetery in London begraben.

## Werke
- Four Years in British Columbia and Vancouver Island. An Account of Their Forests, Rivers, Coasts, Gold Fields and Resources for Colonisation. John Murray, London 1862 (online).
- Sailing Directions for Magellan Strait, and Channels Leading to the Gulf of Peñas. Hydrographic Office of the Admiralty, London 1871 (online).